# モルディブ・リーグ
ディヴェヒ・プレミアリーグ（英: Dhivehi Premier League）は、モルディブ国内におけるサッカーリーグのトップディビジョンである。1983年創設。優勝クラブはAFCチャレンジリーグ出場権を獲得する。

## 参加クラブ（2013シーズン）
| クラブ                       | ホームタウン |
| ---------------------------- | ------------ |
| オール・ユース・リンケージFC | マレ         |
| クラブ・バレンシア           | マレ         |
| クラブ・イーグルス           | マレ         |
| マジヤS&RC                   | マレ         |
| ニュー・ラディアントSC       | マレ         |
| VBアッドゥFC                 | マレ         |
| ヴィクトリーSC               | マレ         |
| ヴィヤンサ                   | マレ         |

- 註：VBアッドゥFCは旧称VBスポーツクラブ。

## 歴代優勝クラブ

### リーグ
| - 2000：ヴィクトリーSC - 2001：クラブ・バレンシア - 2002：クラブ・バレンシア - 2003：クラブ・バレンシア - 2004：クラブ・バレンシア - 2005：フッリッヤ - 2006：ニュー・ラディアントSC - 2007：ヴィクトリーSC - 2008：クラブ・バレンシア - 2009：VBスポーツクラブ - 2010：VBスポーツクラブ - 2011：VBスポーツクラブ - 2012：ニュー・ラディアントSC - 2013：ニュー・ラディアントSC - 2014：ニュー・ラディアントSC | - 2015：ニュー・ラディアントSC - 2016：マジヤS&RC - 2017：ニュー・ラディアントSC - 2018：TCスポーツクラブ - 2019-20：マジヤS&RC |

### ナショナル・チャンピオンシップ
| - 1980：ヴィクトリーSC - 1981：ヴィクトリーSC - 1982：ニューラディアントSC - 1983：ヴィクトリーSC - 1984：ヴィクトリーSC - 1985：ヴィクトリーSC - 1986：ヴィクトリーSC - 1987：ニューラディアントSC - 1988：ヴィクトリーSC - 1989：クラブ・ラグーンズ - 1990：ニューラディアントSC - 1991：ニューラディアントSC - 1992：ヴィクトリーSC - 1993：クラブ・バレンシア - 1994：クラブ・バレンシア - 1995：ニューラディアントSC | - 1996：ヴィクトリーSC - 1997：ニューラディアントSC - 1998：クラブ・バレンシア - 1999：クラブ・バレンシア - 2000：ヴィクトリーSC - 2001：ヴィクトリーSC - 2002：ヴィクトリーSC - 2003：ヴィクトリーSC - 2004：ニューラディアントSC - 2005：ヴィクトリーSC - 2006：ヴィクトリーSC - 2007：ニューラディアントSC - 2008：クラブ・バレンシア - 2009：ヴィクトリーSC - 2010：VBスポーツクラブ - 2011：ヴィクトリーSC |

### リーグ・チャンピオンシップ
- 2001：ヴィクトリーSC
- 2002：アイランドFC
- 2003：ヴィクトリーSC
- 2004：ニューラディアントSC
- 2005：クラブ・バレンシア
- 2006：ヴィクトリーSC

## 歴代得点王
| シーズン | 国籍           | 名前             | 所属クラブ       | ゴール数 |
| -------- | -------------- | ---------------- | ---------------- | -------- |
| 2001     | モロッコの旗   | Fidadi Mohamed   | ヴィクトリーSC   | 9        |
| 2002     | ギニアの旗     | Segno Rafael     | ヴィクトリーSC   | 23       |
| 2011     | モルディブの旗 | アリ・アシファク | VBスポーツクラブ | 24       |